# Водне поло на Чемпіонаті світу з водних видів спорту 2007
Змагання з водного поло на Чемпіонаті світу з водних видів спорту 2007 тривали з 19 березня до 1 квітня 2007 року в Мельбурнському центрі водних видів спорту.

## Медальний залік

### Таблиця медалей
| Місце               | Країна              | Золото | Срібло | Бронза | Загалом |
| ------------------- | ------------------- | ------ | ------ | ------ | ------- |
| 1                   | США (USA)           | 1      | 0      | 0      | 1       |
| 1                   | Хорватія (CRO)      | 1      | 0      | 0      | 1       |
| 3                   | Австралія (AUS)     | 0      | 1      | 0      | 1       |
| 3                   | Угорщина (HUN)      | 0      | 1      | 0      | 1       |
| 5                   | Іспанія (ESP)       | 0      | 0      | 1      | 1       |
| 5                   | Росія (RUS)         | 0      | 0      | 1      | 1       |
| Загалом (6 збірних) | Загалом (6 збірних) | 2      | 2      | 2      | 6       |

### Медалісти
| Дисципліна | Золото | Срібло | Бронза |
| ---------- | --- | --- | --- |
| Чоловіки   | Хорватія Самір Барач Міхо Бошкович Дамір Бурич Андро Бушлє Тео Джогаш Ігор Гінич Маро Йокович Альоша Кунаць Паво Маркович Йосип Павич Міле Смодлака Франо Вічан Здеслав Врдоляк Головний тренер Ратко Рудич        | УгорщинаТібор Бенедек Петер Бірош Раймунд Фодор Тамаш Кашаш Габор Кіш Гергель Кішш Норберт Мадараш Тамаш Молнар Віктор Надь Золтан Сечі Мартон Сівош Даніель Варга Денеш Варга Головний тренер Денеш Кемень           | ІспаніяІньякі Агілар Анхель Андрео Іван Гальєго Маріо Гарсія Хав'єр Гарсія Давід Мартін Марк Мінгель Гільєрмо Моліна Іван Перес Феліпе Перроне Рікардо Перроне Свілен Піральков Хав'єр Вальєс Головний тренер Рафаель Агілар                                                         |
| Жінки      | США Бетсі Армстронг Петті Карденас Кемерін Крейґ Наталі Ґолда Алісон Ґреґорка Бріттані Гейз Джеймі Гіпп Еріка Лоренц Гезер Петрі Морія Ван Норман Бренда Вілла Лорін Венґер Елсі Вайндс Головний тренер Ґай Бейкер | АвстраліяДжемма Бідсворт Нікіта Кафф Сюзанна Фрейзер Танієль Ґоферс Кейт Джинтер Джемма Гедлі Емі Гетзел Бронвен Нокс Емма Нокс Алісія Маккормак Мел Ріппон Бек Ріппон Мія Сантороміто Головний тренер Ґреґ Макфадден | РосіяВалентина Воронцова Наталія Шепеліна Катерина Зубачова Софія Конух Альона Вилегжаніна Надія Глизіна-Федотова Катерина Лісунова Євгенія Соболєва Наталія Рижова-Аленічева Ольга Фомічова Олена Смурова Анастасія Зубкова Марія Ковтуновська Головний тренер Олександр Клеймьонов |